# Nick Hornby
Nick Hornby (17 de Abril de 1957) é um escritor inglês. Em seu trabalho ele utiliza frequentemente esportes, música, e as personalidades obsessivas de suas personagens principais.

## Biografia
Hornby nasceu em Maidenhead, em 17 de Abril de 1957. Devido ao sucesso de seu pai, Sir Derek Hornby, como vendedor, a família de Hornby pertenceu a classe média inglesa. Seus pais se divorciaram quando ele tinha 11 anos, e para superar o choque, o jovem Hornby se tornou fã do Arsenal, o time de futebol mais famoso de Londres.
Tendo terminado a Maidenhead Grammar School nos meio dos anos 70, Hornby estudou literatura inglesa na Cambridge University. Após sua formatura, ele lecionou Inglês na Parkside Community College em Cambridge, enquanto ensinava inglês para estudantes estrangeiros, trabalhando como professor particular para a empresa de eletrônicos Samsung, e escrevendo reviews para as revistas Time Out e Literary Review. Em 1983 ele iniciou sua carreira como jornalista e escritor freelancer.

## Carreira
Em 1992, lançou seu primeiro livro, Fever Pitch (traduzido como Febre de Bola no Brasil, Febre no Estádio em Portugal), uma espécie de autobiografia em que o personagem é um sujeito de meia-idade fanático por futebol. Foi um sucesso instantâneo; o autor ganhou o prêmio William Hill Sports Book of the Year Award. O livro também foi adaptado para o cinema duas vezes, em 1997 e 2005. Após sua primeira publicação, Hornby começou a publicar seus artigos no The Sunday Times, Time Out e Times Literary Supplement, em adição a suas análises musicais para o The New Yorker.
Seu segundo trabalho, High Fidelity (Alta Fidelidade), foi publicado em 1995. O romance, sobre um colecionador de disco neurótico e seus relacionamentos fracassados, foi transformado em filme em 2000, estrelando John Cusack. Seu terceiro romance, publicado em 1998, foi About a Boy (Um Grande Garoto no Brasil, Era Uma Vez Um Rapaz em Portugal), a história de um homem depressivo que vive de uma grande herança e encontra conforto em um adolescente. Hugh Grant estrelou a versão cinematográfica. Em 1999 Hornby recebeu o E.M. Forster Award da American Academy of Arts and Letters.
Parte dos lucros de seu livro seguinte, Speaking with the Angel (Falando com o Anjo no Brasil, Conversas com o Anjo em Portugal) em 2002, foi doado ao TreeHouse, uma instituição de caridade para crianças autistas. Ele foi editor do livro, que continha 12 histórias escritas pelos seus amigos. Ele também contribuiu com a história "NippleJesus" para a coletânea. Em 2003, Hornby escreveu uma coletânea de dissertações sobre algumas músicas populares e a ressonância emocional que elas carregam, chamado 31 Songs (31 Canções - publicado nos Estados Unidos como Songbook). Hornby também escreveu dissertações sobre vários aspectos da cultura popular, e ele se tornou conhecido especialmente por escrever sobre música pop e mix tapes. Ele também começou a escrever uma coluna de críticas literárias, "Stuff I've Been Reading" (Coisas que estou Lendo), para a revista mensal The Believer; vários desses artigos foram coletado em  The Polysyllabic Spree (2004) e  Housekeeping vs. The Dirt (2006).
Nos dois últimos livros, no entanto, Hornby tornou-se mais soturno, ainda que não tenha perdido o bom humor. How to Be Good (Como Ser Legal no Brasil, Como Ser Bom em Portugal), de 2001, tem sua primeira protagonista feminina, falando de uma médica em crise de meia-idade disposta a largar marido e filhos quando percebe que o que quer da vida não é mais do que aquilo que já tem. Mais recentemente, em 2005, A Long Way Down (Uma Longa Queda no Brasil, Um Grande Salto em Portugal) abordou o suicídio, ainda que com altas doses de humor negro, mostrando o talento do autor em criar personagens únicos.

## Vida pessoal
Em 1993, o filho de Hornby nasceu com autismo. A deficiência de seu filho o levou a ser co-fundador da instituição TreeHouse, para a qual ele contribuiu muito com os lucros de  Speaking with the Angel. Em 1998, o casamento de Hornby com Virginia Bovell terminou. Hornby e sua ex-mulher estão vivendo separados, mas se encontram diariamente para cuidar de Danny.

### Romances
- (1995) High Fidelity (Alta Fidelidade) ISBN 85-325-0888-X
- (1998) About a Boy (Um Grande Garoto no Brasil, Era Uma Vez Um Rapaz em Portugal) ISBN 85-325-1086-8
- (2002) How to Be Good (Como Ser Legal no Brasil, Como Ser Bom em Portugal) ISBN 85-325-1373-5
- (2005) A Long Way Down (Uma Longa Queda no Brasil, Um Grande Salto em Portugal) ISBN 85-325-2017-0
- (2008) Slam (idem no Brasil e em Portugal)
- (2009) Juliet, Naked (Juliet, Nua e Crua no Brasil)
- (2014) Funny Girl (idem no Brasil)

### Não-Ficção
- (1992) Fever Pitch (Febre de Bola no Brasil, Febre no Estádio em Portugal) ISBN 85-325-1186-4
- (2003) 31 Songs (31 Canções) ISBN 85-325-1788-9
- (2004) The Polysyllabic Spree (Frenesi Polissilábico no Brasil) ISBN 1-932416-24-2

### Coletâneas Editadas
- (1993) My Favourite Year: A Collection of Football Writing ISBN 0-7538-1441-2
- (1996) The Picador Book of Sportswriting ISBN 0-330-33133-7
- (2000) Speaking with the Angel (Falando com o Anjo no Brasil, Conversas com o Anjo em Portugal) (2000) ISBN 85-325-1426-X

### Roteiros
- (2010) An Education (Educação - O Roteiro no Brasil) (2010) ISBN 9788532525314
- (2014) Wild (Livre no Brasil) (2014)
- (2015) Brooklyn ("Brooklin" no Brasil) - tendo sido indicado ao Oscar de 2016 por melhor roteiro adaptado

## Filmografia
- (1997) Fever Pitch (Febre de Bola) — dirigido por David Evans; roteiro por Nick Hornby
- (2000) High Fidelity (Alta Fidelidade) — dirigido por Stephen Frears
- (2002) About a Boy (Um Grande Garoto no Brasil, Era Uma Vez Um Rapaz em Portugal) — dirigido por Chris Weitz e Paul Weitz
- (2005) Fever Pitch (Amor em Jogo no Brasil, Fanaticamente Apaixonados em Portugal) — dirigido por Bobby Farrelly e Peter Farrelly